# Томислав Тодоровић (вајар)
Томислав Тодоровић (Сибница, 11. октобар 1948) српски је вајар, редовни професор на Академији уметности у Новом Саду, који је више од четири деценије, у континуитету, активан на српској уметничкој сцени. Дипломирао је вајарство 1972. године на Академији ликовних уметности у Београду.
20 самосталних и преко 500 колективних изложби у земљи и иностранству. Учествовао је у раду 43 уметничке колоније

## Живот и каријера
Дипломирао је вајарство 1972. године на Академији ликовних уметности у Београду. Студирао је вајарство у класи професора; Александра Зарина, Војина Стојића и Јована Кратохвила, код кога је 1974. године завршио и последипломске студије.
Од 1988. до 1993. године радио је као професор вајања у једној од најстаријих београдских установа културе у „Шуматовачкој“ улици на Врачару, Центру за ликовно образовање.
Од 1998. запослен је на Академији уметности Универзитета у Новом Саду, у звању редовни професор. Паралелно се бави излагачким и педагошким радом.
Живи и ради у Београду.

## Уметничко стваралаштво
У основи вајарства Томислава Тодоровића препознаје се „здрава идеја по којој хуманизам уметничког дела не зависи од реалности уметничке форме, већ од њеног унутрашњег садржаја”.
С једне стране, Тодоровићевог стваралаштва, су дела од бронзе и камена, а с друге - рад у последњих 15 година, у који он уноси нове материјале, теракоту и стакло. Тако настављајући своја ранија истраживања на пољу савремене скулптуре, и продубљујући их изражајним могућностима, Тодоровић све више ствара у теракоти и стаклу. И тако комбинујући ове материјале са другим материјалима, он са већом слободом и опуштеношћу варира идеју о материји, облику, простору, светлу.
Његова дела настала у првим деценије 21. века изведена су комбиновањем материјала (стакло, теракота, метал, алуминијумске фолија, дрво, пластика), које он моделује или префабрикује. Тако у широком распону кретњи од класичних скулпторских поступака до модернистички схваћене фигурације, уметник ствара конструктивне апстракције, које прате знаковне и симболичке промене.
| „ | У најновијим вајаревим апстракцијама стуб је један од основних елемент његове поставке, а његове варијације у архитектоници простора, третмана или формата ауторово наслућивања парадокса и поигравања са опозитима тешко-лако, флуидно-статично, мануелно-индустријско… | ” |

А у тим поставкама Тодоровић са већом слободом и опуштеношћу варира кроз идеју о материји, облику, простору, светлу.
Скулптуре Томислава Тодоровића налазе се у следећим најзначајним збиркама у Србији:
- Народни музеј и Музеј савремене уметности у Београду,
- Музеј Цептер у Београду,
- Музеја скулптуре у Краљеву,
- Музеја рударства и металургије у Бору.

Његове скулптуре изведене у слободном простору налазе се у:
- Љубљани (скулптура у камену),
- Цазину - Острожцу (скулптура у камену бихациту),
- Ороњском – Пољска (три скулптуре у граниту),
- Даниловграду (скулптура у камену),
- Бору (пет скулптура у бронзи),
- Бајши код Суботице (скулптура у гвожђу, троделни асанблаж, коауторки рад са вајарем Славком Живановићем) и
- Пријепољу (скулптура у граниту).[4]

## Изложбе, ликовне колоније и симпозијуми
Излагао је на 20 самосталних и преко 500 колективних изложби у СФР Југославији, Србији и иностранству.
Учествовао је у раду 43 уметничке колоније и симпозијума у Србији и иностранству (Ороњско-Пољска, у Даниловграду, „Бор-бакар“, „Тера“ Кикинда, „Мермер и звуци“ Аранђеловац...).

## Награде и признања
За успехе у вајарству награђиван је 24 пута, од којих су значајније награде:
- „Златно длето“,
- „Цртеж и мала пластика“,
- Бијенале минијатуре Горњи Милановац,
- „Простор 88...”
- Награда на „Јесењој изложби“ УЛУС-а, 2014. године
- Прва награда на Првом међународном бијеналу уметности „АРТиЈА“ у Крагујевцу.[5]